# Rejtek-zsomboly
A Rejtek-zsomboly Magyarország fokozottan védett barlangjai közül az egyik. Az Aggteleki Nemzeti Park területén található. A barlang az Aggteleki-karszt és a Szlovák-karszt többi barlangjával együtt 1995 óta a világörökség része. Azért jelentős és érdekes barlang, mert kialakulása összetett és a karsztvidék barlangjai között csak itt fordulnak elő úgynevezett dolomitpor-cseppkövek. Szögliget fokozottan védett négy barlangja közül az egyik.

## Leírás
Az Alsó-hegy fennsíkján jellemzően aknabarlangok találhatók, ilyen a 66,5 m mély, az Alsó-hegyen fekvő Dusa Szilvás-tető nevű részén elhelyezkedő Rejtek-zsomboly is. A Bódvaszilastól és Szögligettől körülbelül egyforma távolságban lévő zsomboly lezárt, függőleges tengelyirányú, 412,2 m tengerszint feletti magasságban nyíló bejárata nagyon bokros területen van, ezért kapta a barlang a Rejtek-zsomboly nevet. Szűk bejáratát a sűrű aljnövényzetben nehéz megtalálni, így kiválóan alkalmas rejtekhelynek, de nem használták annak.
A dolomitos triász mészkőbe mélyedő zsomboly jelentőségét kialakulásának összetettsége és az Aggteleki-karszt többi barlangjában nem található dolomitpor-cseppkövek adják. A barlang egyes részeit alkotó és nedvesség hatására porladó dolomit aláhullva cseppkőszerű képződményeket hoz létre. Az 1974-ben feltárt és 66,5 méter mélységig lenyúló új szakasz képződményekben különösen gazdag, így erre a szakaszra régen kivételes esetben adtak kutatási, vagy látogatási engedélyt.
Párhuzamos aknákból és az aknákat összekötő vízszintes részből áll. A barlang függőleges metszete egy H betűhöz hasonló, amelynél a H bal oldali szárának felső végén van a bejárat, alján az 1959-es feltárás 56,5 méter mélyen található végpontja. A H betű vízszintes szakasza a két kürtőt összekötő Xilophon-folyosó, jobb oldali szára az 1974-ben feltárt új rész. A barlang vízszintes kiterjedése 70 m.
A barlang képződményeinek aragonittartalma arra utal, hogy a barlangban nem csak felülről beszivárgó karsztvíz, hanem mélyből feltörő hévíz is jelen lehetett hosszú ideig. Nem találhatók meg a hévizes barlangokra jellemző oldási formák, így feltételezhető, hogy alacsonyabb hőmérsékletű kevert vízről van szó. A barlangra jellemző borsókövek csak 18 m mélységtől lefelé találhatók meg. 25 m mélységtől már nagy sűrűségben, amely arra utalhat, hogy az azokat kialakító kevert víz csak eddig a szintig volt jelen a barlangban. A meleg víz szerepe így leginkább képződmények kialakítására korlátozódott. A barlangot egy tektonikus kőzetrés mentén a beszivárgó víz korróziós hatása hozta létre.
Változatos cseppkövek alakultak ki járataiban, például függőcseppkő, szalmacseppkő, cseppkőléc, cseppkőzászló, állócseppkő, cseppkődob, cseppkőoszlop, cseppkőlefolyás és cseppkőbekérgezés. A barlang mélyebb részein borsókövekre települt cseppkövek, míg a középső részeken cseppkövekre települt borsókövek is láthatók, amely arra utal, hogy a meleg, vagy kevert vizes elöntés több periódusban történt, de a barlang jelenlegi víztelen állapota is már hosszú ideje tart. A borsókőszerű gömbhéjas képződmények kemény és omlékony változatban is előfordulnak. Formájuk alapján korallalakúakat és gombaalakúakat lehet megkülönböztetni.
A cseppköveken kívül aragonit kristálytűk és dolomitpor-cseppkövek képződtek benne, az utóbbiak az 1974-ben feltárt új részben. A barlang triász mészkőben jött létre, de dolomitos terület határán helyezkedik el, így sok helyen jelen van benne a karsztosodásra nem hajlamos, de a víz hatására elporló dolomit. A falakról leváló és elporló dolomit aláhullva megtapad a párkányokon és a fal egyenetlenségein, és cseppkövekhez hasonló, sokszor lefolyásos képződmény növekszik belőle. A szinte tiszta dolomitból álló képződmények teljesen puhák, a nagyjából felerészben mészkövet tartalmazók kemények.
Ezek a különösen sérülékeny képződmények indokolták, hogy az új részbe különlegesen indokolt esetben adtak kutatási engedélyt. Az Aggteleki Nemzeti Park Igazgatóság engedélyével, elektromos lámpa használatával, tiszta ruhában és kötéltechnikai eszközök alkalmazásával tekinthető meg. Az ásványkiválások védelmét beépített létrák biztosítják, amelyek a közlekedést is megkönnyítik.
Előfordul a barlang az irodalmában Hide-out Pothole (Kósa 1992), Hide-out pothole (Kósa 1992), Hide out pothole (Vlk 2019), Mudrán-lyuk (Kósa 1992), Mudrán lyuk (Vlk 2019), Rejtek Shaft (Kordos 1977), Szilvástetői Rejtek-zsomboly (Nyerges 2003) és szilvástetői Rejtek-zsomboly (Kordos 1984) neveken is. 1959-ben volt először Rejtek-zsombolynak nevezve a barlang az irodalmában (Dénes 1959).

## Kutatástörténet
1957-ben Zemlényi József hívta fel a közelben dolgozó barlangkutatók figyelmét a helyiek által már a második világháborúban ismert barlangra. Zemlényi József és Szikla László 22 m mélyre ereszkedtek benne. 1958 nyarán, valamint 1958 karácsonya és újév között a Dénes György által vezetett Vörös Meteor Barlangkutató Csoport egy omlás átbontásával (a legújabb felmérés alapján 56,5 m mélységig) tárta fel a barlangot. Ekkor a csoporttagok kőzetmintákat és képződménymintákat gyűjtöttek a barlang, melyet részletesen felmérték. A barlangfelmérés szerint a barlang mélysége 62,5 m. 1959-ben térképező munkát és különböző megfigyeléseket végeztek a Rejtek-zsombolyban. A barlang első térképeit (két hosszmetszet térképét, alaprajz térképét és keresztmetszet térképeit) Kósa Attila szerkesztette és Kovács György rajzolta 1959-ben. A térképek elkészítéséhez a barlangot Dénes György, Kósa Attila és Rónai Miklós mérték fel.
1961-ben Magyarország 13. és az Aggteleki-karszt 5. legmélyebb barlangja volt a 63 méter mély barlang Buczkó Emmi összeállítása alapján. 1962. március 30-án az Eötvös Loránd Tudományegyetem Őslénytani Intézetében Kósa Attila előadást tartott a zsomboly ásványtanáról 80-nál több hallgató előtt. A Karszt és Barlang 1963. 2. félévi számában tanulmány jelent meg a barlangról, amelyet Kósa Attila írt. A tanulmányban publikálva lettek a barlang 1959-ben szerkesztett térképei. A Kósa Attila által 1964-ben írt, A zsombolyképződés kérdéseiről című tanulmányban többször meg van említve a Rejtek-zsomboly. Az 1966. évi Karszt és Barlang 2. félévi számában megjelent összeállítás szerint a 63 m mély Rejtek-zsomboly a 4. legmélyebb zsomboly az Alsó-hegy magyarországi részén. A barlang egyik, 36 m mély aknája az 5. legmélyebb egybefüggő barlangakna az Alsó-hegy magyarországi részén. A folyóiratban megjelent két fénykép (egyik a címoldalon), melyek bemutatják a barlangot.
A Vörös Meteor Barlangkutató Csoporthoz tartozó, Pelikán István és Balogh László által vezetett kutatók 1974-ben felfedeztek a függőleges kiterjedésű barlang Iker-akna nevű részének oldalán lévő szűk nyíláson átjutva egy vízszintes járatot, a Xilophon-folyosót, amely egy másik, felfelé és lefelé is tekintélyes méretű függőleges kürtőbe vezetett. Az új rész legmélyebb pontja 66,5 m-rel volt a bejárat alatt. A barlang második térképe 1974-ben, az új rész felfedezésekor készült. A térkép elkészítéséhez a barlangot Csernavölgyi László, Kósa Attila, Molnár András és Pelikán István mérték fel. Ezen a térképen a barlang két mélypontja 62,5 és 73 m mélyen van. Ez a két mélységadat jelent meg szinte az összes, 2001 előtt kiadott szakirodalomban.
A Bertalan Károly által írt, 1976-ban befejezett kéziratban szó van arról, hogy a Rejtek-zsomboly (szilvástetői Rejtek-zsomboly) az Alsó-hegyen, Szögligeten helyezkedik el. A Dusa-hegyen lévő Szilvás-tető tetején, bokrok sűrűjében, 410 m tszf. magasságban van a barlang nagyon szűk, rejtett bejárata, amely egy függőleges akna. A többszintes, kürtőkből álló zsombolyban különleges borsókövek vannak. A kézirat barlangot ismertető része 1 publikáció alapján lett írva. 1976-ban vált országos jelentőségű barlanggá az 5400-as (Aggteleki-karszt) barlangkataszteri területen lévő, szögligeti Rejtek-zsomboly. Az 1976-ban összeállított, országos jelentőségű barlangok listájában lévő barlangnevek pontosítása után, 1977. május 30-án összeállított, országos jelentőségű barlangok listáján rajta van az Aggteleki-karszton, Szögligeten található barlang Rejtek-zsomboly néven. A barlang 1974. évi bejárása alapján, 1977-ben kitöltött szpeleográfiai terepjelentés szerint a barlang alaprajzi hossza 70 m, hossza a valóságban 170 m, vízszintes kiterjedése 60 m és függőleges kiterjedése 74 m.
Az 1977. évi Karszt és Barlang angol nyelvű különszámában megjelent, The longest and deepest caves of Hungary (December 31, 1975) című közleményből megtudható, hogy az Aggteleki-karszton fekvő, 72 m mély Rejtek Shaft 1975. december 31-én Magyarország 29. legmélyebb barlangja. Az 1977. december 31-i állapot szerint (MKBT Meghívó 1978. május) az Aggteleki-karszton lévő és 74 m mély Rejtek-zsomboly az ország 32. legmélyebb barlangja. Az 1977. évi Karszt és Barlangban megjelent összeállítás alapján, 1977. december 31-én Magyarország 34. legmélyebb barlangja az Aggteleki-karszton elhelyezkedő, 1977. december 31-én és 1976-ban 74 m mély, 1975-ben pedig 72 m mély Rejtek-zsomboly. Ez az összeállítás naprakészebb az 1978. májusi MKBT Meghívóban publikált listánál.
A VMTE Vass Imre Barlangkutató Csoport tagjai 1978 őszén mintát vettek a zsomboly kitöltéséből őslénytani vizsgálat miatt, de a minta ősmaradvány mentes volt. A mintát Rácz József vizsgálta. 1978. november 7-én lezárta bejáratát az Országos Környezet- és Természetvédelmi Hivatal Barlangtani Intézetének megbízásából a Vörös Meteor TE Tektonik Barlangkutató Csoportja a denevérek szabad közlekedését nem akadályozó vasajtóval. A barlang ajtaját 1980-ban átfestették a VMTE Vass Imre Barlangkutató Csoport barlangkutatói.
Az 1980. évi Karszt és Barlang 1. félévi számában publikálva lett, hogy a kiemelt jelentőségű Rejtek-zsomboly az 5400-as barlangkataszteri területen (Gömör–Tornai-karszt és Cserehát hegység) helyezkedik el. A barlangnak 5450/6. a barlangkataszteri száma. Az MKBT Dokumentációs Bizottsága a helyszínen el fogja helyezni, a többi kiemelt jelentőségű barlanghoz hasonlóan, a barlang fémlapba ütött barlangkataszteri számát. A barlangkataszteri szám beütéséhez alapul szolgáló fémlap ugyanolyan lesz mint a többi kiemelt jelentőségű barlang fémlapja. 1982-ben a Vörös Meteor TE Vass Imre Barlangkutató Csoportnak volt kutatási engedélye a barlang kutatásához.
1982. július 1-től az Országos Környezet- és Természetvédelmi Hivatal elnökének 1/1982. (III. 15.) OKTH számú rendelkezése (1. §. és 3. §., illetve 5. sz. melléklet) értelmében az Aggteleki-karsztvidéken lévő Rejtek-zsomboly fokozottan védett barlang. Fokozottan védett barlang genetikai és ásványtani jelentősége miatt lett. Az 1982. szeptember–októberi MKBT Műsorfüzetben meg van említve, hogy az Aggteleki-karsztvidéken található Rejtek-zsomboly fokozottan védett barlang. A felsorolásban a barlangnevek az MKBT által jóváhagyott és használt helyesírás szerint, javított formában lettek közölve. Az 1984-ben megjelent, Magyarország barlangjai című könyvben részletesen le van írva. Az országos barlanglistában szerepel az Aggteleki-karszton lévő barlang Rejtek-zsomboly néven szilvástetői Rejtek-zsomboly névváltozattal. A listához kapcsolódóan látható az Aggteleki-karszt és a Bükk hegység barlangjainak földrajzi elhelyezkedését bemutató 1:500 000-es méretarányú térképen a barlang földrajzi elhelyezkedése.
Az 1986. évi Karszt és Barlangban megjelent bibliográfia regionális bibliográfia részében szerepel a barlang Rejtek-zsomboly néven. Az összeállítás szerint a Karszt és Barlangban publikált írások közül 1 foglalkozik a barlanggal. Az 1987. december 31-i állapot alapján Magyarország 39. legnagyobb függőleges kiterjedésű barlangja az 5450/6 barlangkataszteri számú, 74 m függőleges kiterjedésű Rejtek-zsomboly. Az összeállítás szerint az 1977. évi Karszt és Barlangban közölt mélységi listában a barlang 74 m mély. Az 1989. évi adatfelvételkor meg lett állapítva, hogy a barlang bejárati terme omlásveszélyes, a kombinált reteszes kockazárral ellátott ajtó jól működik és a beépített létrák jó állapotúak.
Az 1989. évi Karszt és Barlangban lévő, Magyarország barlangjai című összeállításban szó van arról, hogy az Aggteleki-karszt DK-i előterében van néhány, melegvizes behatást mutató barlang is. Ilyen hatásról tanúskodnak a Rejtek-zsomboly (a 72 m mély barlang Bódvaszilas mellett fekszik) falait rendkívül gazdagon borító, korall- vagy gombaszerű borsókőkiválások, illetve a Bódva-völgy túlsó oldalán emelkedő Esztramos-hegy hidrotermális jelenségei. A publikációban lévő 1. ábrán (Magyarország térkép) be van mutatva a barlang földrajzi elhelyezkedése. A folyóirat 1989. évi különszámában napvilágot látott ennek az utóbbi tanulmánynak az angol nyelvű változata (The caves of Hungary). Ebben a tanulmányban Rejtek Shaft a barlang neve. Az angol nyelvű tanulmányhoz mellékelve megjelent egy olyan lista, amelyben Magyarország legmélyebb barlangjai vannak felsorolva. A felsorolás szerint az Aggteleki-karszton fekvő, 74 m mély Rejtek-zsomboly (Rejtek Shaft) 1988-ban Magyarország 39. legmélyebb barlangja. (1977-ben is 74 m mély volt a barlang.)
Az 1992-ben kiadott, Alsó-hegyi zsombolyatlasz című könyvben megjelent a barlang 1975-ben és 1984-ben publikált izometrikus térképvázlata, az 1963. évi Karszt és Barlangban megjelent térképei, illetve az 1977-ben készült térképe. Több adattal együtt fel van tüntetve 14 irodalmi mű, amelyek foglalkoznak a barlanggal. Az 1993. március–áprilisi MKBT Műsorfüzetben megjelent, hogy a KTM Természetvédelmi Hivatal egy plakátsorozat megjelenését tervezte, amelyen a magyarországi fokozottan védett barlangok szerepelnek, és ehhez diákat keresett. Előkészítés alatt állnak az Aggteleki-karszt fokozottan védett barlangjairól és a közeljövőben fokozottan védett barlangjairól készült plakátok, köztük a Rejtek-zsombolyt ábrázoló is. Ez a barlang is csillaggal lett megjelölve, amely azt jelenti, hogy leginkább erről a barlangról keres fényképet.
A barlang 1994-ben kitöltött barlang nyilvántartólapja szerint a Rejtek-zsomboly kb. 150 m hosszú és vízszintes kiterjedése 68 m. A MAFC Barlangkutató Csoport által szervezett és 1994. december 27-e és 1995. január 1-je között tartott nemzetközi barlangász tábor alatt az egyik túracélpont volt. A barlang az Aggteleki-karszt és a Szlovák-karszt többi barlangjával együtt 1995 óta a világörökség része. A Nyerges Attila által 1997-ben készített szakdolgozat szerint a 74 m mély Rejtek-zsomboly az Alsó-hegy magyarországi részének 7. legmélyebb barlangja. 1998. május 14-től a környezetvédelmi és területfejlesztési miniszter 13/1998. (V. 6.) KTM rendelete szerint az Aggteleki Nemzeti Park Igazgatóság illetékességi területén található Rejtek-zsomboly az igazgatóság engedélyével látogatható.
A Környezetvédelmi és Vízügyi Minisztérium Természetvédelmi Hivatalának Barlangtani Osztálya által 1999 és 2001 között végzett felmérés szerint a barlang egyik mélypontja 56,5 m mélyen, míg a másik 66,5 m mélyen helyezkedik el. Innentől ez tekinthető a hivatalos és pontos adatnak. A felmérés összesen 448,2 m poligonhosszt tartalmazott, amely jelentősen több a korábbi mérések 150 m-jéhez képest. 2001 májusában a felmérés alapján meg lett rajzolva a barlang alaprajz térképe, keresztmetszet térképei és hosszmetszet térképe. 2001. május 17-től a környezetvédelmi miniszter 13/2001. (V. 9.) KöM rendeletének értelmében az Aggteleki-karsztvidék területén lévő Rejtek-zsomboly fokozottan védett barlang. Egyidejűleg a fokozottan védett barlangok körének megállapításáról szóló 1/1982. (III. 15.) OKTH rendelkezés hatályát veszti.
A 2003-ban megjelent, Magyarország fokozottan védett barlangjai című könyvben lévő barlangismertetés szerint a Rejtek-zsomboly 412,2 m tengerszint feletti magasságban nyílik, 450 m hosszú, függőleges kiterjedése 66,5 m és vízszintes kiterjedése 70 m. A könyvben található, Egri Csaba és Nyerges Attila által készített hosszúsági lista szerint az Aggteleki-karszton lévő és 5451-1 barlangkataszteri számú Rejtek-zsomboly Magyarország 56. leghosszabb barlangja 2002-ben. A 2002-ben 450 m hosszú barlang 1987-ben 150 m hosszú volt. A könyvben található, Egri Csaba és Nyerges Attila által készített mélységi lista szerint az Aggteleki-karszton lévő és 5451-1 barlangkataszteri számú Rejtek-zsomboly Magyarország 53. legmélyebb barlangja 2002-ben. A 2002-ben 66 m mély barlang 1977-ben és 1987-ben is 74 m mély volt.
A 2005-ben napvilágot látott, Magyar hegyisport és turista enciklopédia című kiadványban önálló szócikke van a barlangnak. A szócikk szerint a Rejtek-zsomboly az Aggteleki-karszton található és fokozottan védett természeti érték. Az Alsó-hegy Szilvás-tető nevű részén, 412 m tengerszint feletti magasságban van a bejárata. A második világháborúban már ismert bejárati terem alatt elhelyezkedő mélyebb részeket a Vörös Meteor Barlangkutató Csoport kutatói 1957-ben, valamint 1974-ben fedezték fel. 450 m hosszú és 66,5 m mély a triász mészkőben keletkezett, párhuzamos aknákból és az azokat összekötő vízszintes részből álló üregrendszer. A falakat rendkívül gazdagon gomba és korall alakú sárgás-vöröses borsókőkiválás (CaCO3) fedi. Beépített létrák segítik képződményeinek védelmét az 1957-ben feltárt szakaszban. Engedéllyel és kötéltechnikai ismeretekkel látogatható a lezárt barlang.
2005. szeptember 1-től a környezetvédelmi és vízügyi miniszter 22/2005. (VIII. 31.) KvVM rendelete szerint az Aggteleki Nemzeti Park Igazgatóság működési területén található Rejtek-zsomboly a felügyelőség engedélyével látogatható. 2005. szeptember 1-től a környezetvédelmi és vízügyi miniszter 23/2005. (VIII. 31.) KvVM rendelete szerint az Aggteleki-karsztvidéken lévő Rejtek-zsomboly fokozottan védett barlang. A 2006. évi Vespertilioban közölt tanulmány szerint 3 nagy patkósdenevért észleltek 2004. február 14-én a szögligeti barlangban Boldogh Sándor, Štefan Matis, Peter Pjenčák és Burinda Tamás. 2004. február 14-én 25 kis patkósdenevért figyeltek meg a barlangban Boldogh Sándor, Štefan Matis és Peter Pjenčák.
2007. március 8-tól a környezetvédelmi és vízügyi miniszter 3/2007. (I. 22.) KvVM rendelete szerint az Aggteleki Nemzeti Park Igazgatóság működési területén lévő Rejtek-zsomboly az igazgatóság engedélyével tekinthető meg. 2013. július 19-től a vidékfejlesztési miniszter 58/2013. (VII. 11.) VM rendelete szerint a Rejtek-zsomboly (Aggteleki Nemzeti Park Igazgatóság működési területe) az igazgatóság hozzájárulásával látogatható. 2015. november 3-tól a földművelésügyi miniszter 66/2015. (X. 26.) FM rendelete szerint a Rejtek-zsomboly (Aggteleki-karsztvidék) fokozottan védett barlang. A 2017-ben rendezett 61. Barlangnapon az egyik túracélpont volt.
Az Alsó-hegy karsztjelenségeiről szóló, 2019-ben kiadott könyvben az olvasható, hogy a Rejtek-zsomboly (Mudrán lyuk, Hide out pothole, Szilvástetői Rejtek-zsomboly) 450 m hosszú és 66,5 m mély. A barlang azonosító számai: Szlovákiában 177, Magyarországon 5451/1. A könyvben publikálva lett a barlang 2001-ben készült hosszmetszet térképe. A barlangot 2001-ben Egri Csaba, Köblös Csaba, Nyerges Attila, Reszegi Attila, Zengő Beáta és Zsigmondi S. mérték fel, majd ismeretlen időpontban, ismeretlen személy a felmérés alapján megrajzolta a barlang térképét. A térképet 2015-ben Luděk Vlk digitalizálta. Publikálva lett egy színes fénykép a könyvben, amelyen a barlangban lévő képződmények figyelhetők meg. A kiadványhoz mellékelve lett az Alsó-hegy részletes térképe. A térképet Luděk Vlk, Mojmír Záviška, Ctirad Piskač, Jiřina Novotná, Miloš Novotný és Martin Mandel készítették. A térképen, amelyen fekete ponttal vannak jelölve a barlangok és a zsombolyok, látható a Rejtek-zsomboly (5451/1, 177) földrajzi elhelyezkedése. 2021. május 10-től az agrárminiszter 17/2021. (IV. 9.) AM rendelete szerint a Rejtek-zsomboly (Aggteleki Nemzeti Park Igazgatóság működési területe) az igazgatóság engedélyével látogatható. A 13/1998. (V. 6.) KTM rendelet egyidejűleg hatályát veszti.

## További irodalom
- Dénes György: A Pesti Szilvás és a Rejtek-zsomboly. A KPVDSZ VMTE Évkönyve, 1981. 183–191. old.
- Kósa Attila: Adatok a szögligeti Rejtek-zsomboly ásványtani problémáihoz. Kézirat, 1962. (A kézirat a szerző tulajdonában volt.)
- Kósa Attila: Közvetlen felszínalatti karsztos képződmények morfológiai és műszaki vonatkozású vizsgálata. Kézirat, 1969. Doktori disszertáció, Budapesti Műszaki Egyetem.
- Kósa Attila: Barlangok teljes védelmének problémája a Rejtek-zsomboly példájának tükrében. In: Baradla 150 Nemzetközi Konferencia. Budapest, 1975. MKBT kiadvány. 155–158. old.
- Kósa Attila: Hungary's Hide-out Pothole. N.S.S. News, 1975. szeptember. 140. old.
- Kósa Attila: A Rejtek-zsomboly. Élet és Tudomány, 1976. február 20.
- Kraus Sándor: Barlangföldtan. 1984.
- A Tektonik Barlangkutató Csoport kézirata az MKBT barlangkataszteri pályázatra. 1977.